# Oratorium zur Einweyhung der neuen St.-Michaelis-Kirche
| Telemannkantate                                        | Telemannkantate                         |
| ------------------------------------------------------ | --------------------------------------- |
|                                                        |                                         |
| Oratorium zur Einweyhung der neuen St. Michaeliskirche |                                         |
| TWV:                                                   | 2:12                                    |
| Anlass:                                                | Einweihung St. Michaeliskirche Hamburg  |
| Entstehungsjahr:                                       | 1762                                    |
| Entstehungsort:                                        | Hamburg                                 |
| Gattung:                                               | Kantate                                 |
| Solo:                                                  | S A T B B                               |
| Chor:                                                  | SATB                                    |
| Instr:                                                 | 2,2,0,1 - 0,6,0,0 - Pk, Streicher, B.c. |
| UA:                                                    | 19. Oktober 1762                        |
| Dauer:                                                 | ca. 1 h                                 |
| Text                                                   |                                         |
| Joachim Johann Daniel Zimmermann                       |                                         |

Das Oratorium zur Einweyhung der neuen St. Michaeliskirche (Komm wieder Herr, zu der Menge der Tausenden in Israel) (TVWV 02:12) ist eine Kantate von Georg Philipp Telemann. Der Text stammt von Joachim Johann Daniel Zimmermann. Die Uraufführung fand am 19. Oktober 1762 in der St.-Michaelis-Kirche in Hamburg statt.

## Vorgeschichte

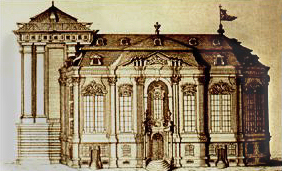
St. Michaeliskirche (um 1760)

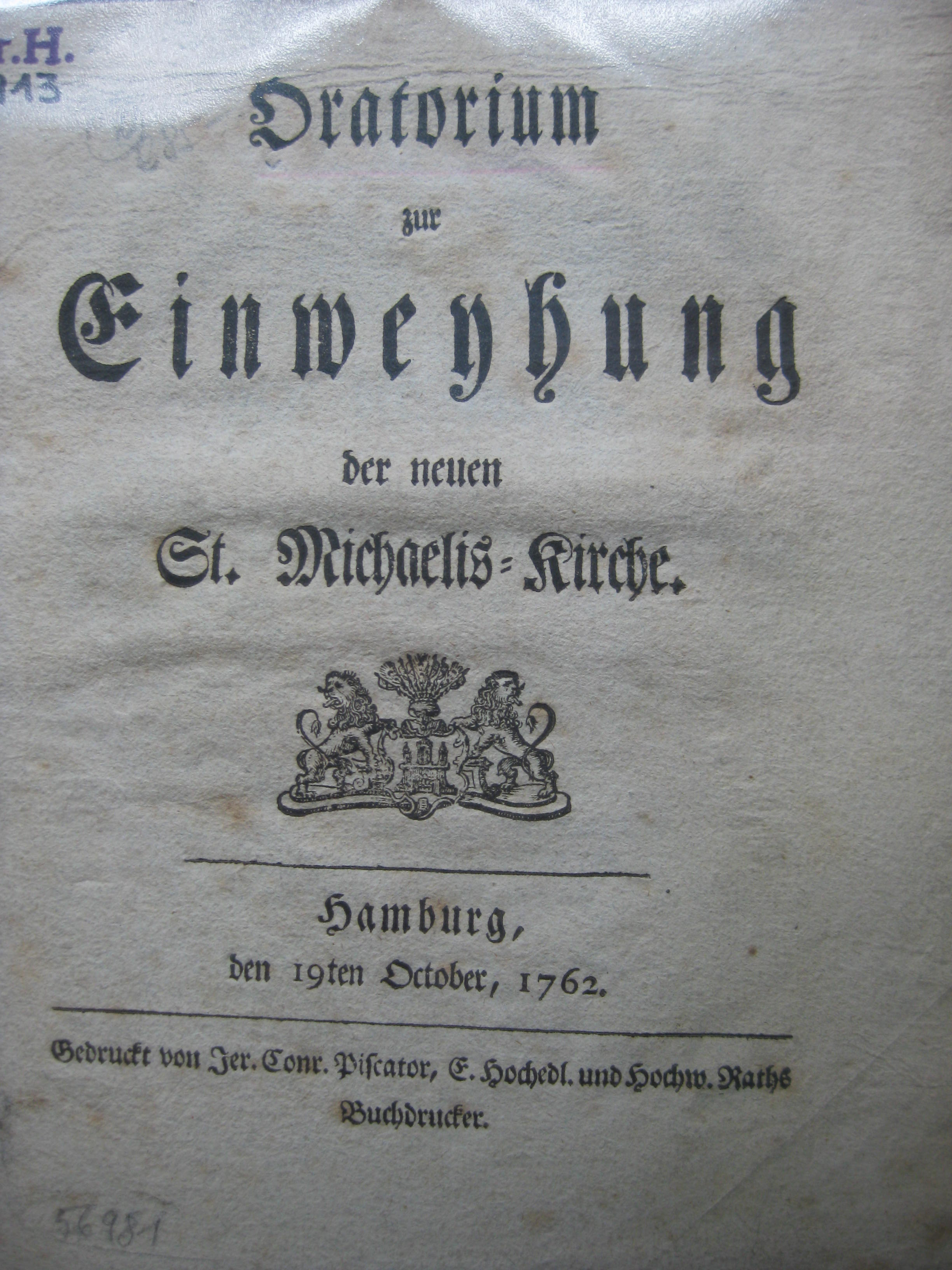
Deckblatt der Textschrift von 1762

Am 10. März 1750 brannte, bedingt durch einen Blitzschlag, die zwischen 1647 und 1669 errichtete St. Michaeliskirche in der Hamburger Neustadt vollständig ab. Schon bald danach wurden die Wiederaufbaupläne konkret und die Architekten Johann Leonhard Prey und Ernst Georg Sonnin wurden beauftragt, einen Neubau zu errichten, der am 19. Oktober 1762, allerdings noch ohne den charakteristischen Turm (errichtet bis 1786), mit einem Gottesdienst eingeweiht wurde.

## Geschichte des Oratoriums
Georg Philipp Telemann wurde als Musikdirektor der fünf Hamburger Hauptkirchen (zu denen auch der „Michel“ gehörte) beauftragt, eine angemessene Musik zur Einweihung (Konsekration) des Neubaus der Kirche zu schaffen. Die ihm aufgegebene Textvorlage stammte von Joachim Johann Daniel Zimmermann, der zu dem Zeitpunkt Archidiakonus der Hamburger St. Katharinenkirche war. Telemann komponierte eine etwas längere Kantate und entschied sich für die dem Anlass angemessener scheinende Bezeichnung „Oratorium“.
Die Uraufführung leitete Telemann trotz seines hohen Alters von 81 Jahren noch selbst. Es war der letzte öffentliche Auftritt Telemanns vor seinem Tod im Jahre 1767. Die Kirchen-Einweihung war ein großes Ereignis in Hamburg, so dass vom Hamburger Stadtrat eine Verhaltensordnung („Notification, wie diejenigen, so der Einweihung der grossen St. Michaeliskirche beywohnen wollen, sich dabey zu verhalten haben, 11. Oct.1762“) und eine eigene Kutschenparkordnung („Notification, wie es bey der Einweihung der grossen St. Michaeliskirche mit den Kutschen gehalten werden soll, 15. Oct.1762“) erging. Den Einweihungsgottesdienst leitete der damalige Hauptpastor Ernst Ludwig Orlich.
Die Partitur blieb zu Telemanns Zeiten ungedruckt und befindet sich in der Staatsbibliothek zu Berlin und erschien erstmals im Zuge der Neuaufführung des Oratoriums im Jahre 1982 in der St. Michaeliskirche im Sikorski-Musikverlag. Eine Neutranskription wurde 2017 von Wolfgang Hirschmann im Bärenreiter-Verlag herausgegeben. Der Originaltextdruck des Oratoriums von 1762 ist im Telemann-Museum in Hamburg zu besichtigen.
Im Zusammenhang mit der 250-Jahr-Feier der Neueinweihung des „Michel“ wurde das Oratorium in Teilen am 21. Oktober 2012 im Rahmen eines Festgottesdienstes dort wieder aufgeführt.

## Besetzung und Inhalt des Oratoriums
Das Oratorium ist komponiert für fünf Solostimmen (Sopran, Alt, Tenor, 2 Bässe), gemischten Chor und Orchester.
Es gliedert sich in zwei Teile „Vor der Predigt“ und „Nach der Predigt“.
Im ersten Teil wird noch einmal der alten Kirche gedacht und an den Tag der Zerstörung erinnert.
Innerhalb des zweiten Teiles wird um die Gnade Gottes gebeten und es wird die Hoffnung ausgedrückt, dass bis zum jüngsten Tag der Bau von Unheil verschont bleibt.
Das Oratorium schließt mit der Arie
Ein Vorspiel des Tages, der alles zerstöret,

Hat dich, o Behausung des Höchsten, versehret;

Nun sinke nicht früher, denn alles zerfällt.

Ja, bis die Posaune die Gräber enthüllet,

Und Feuer die Gränzen der Schöpfung erfüllet,

Verschön’re Du Hamburg, und Hamburg die Welt!

## Einspielungen (Auswahl)
- Oratorium zur Einweihung der neuen St. Michaelis-Kirche 1762, jpc, DDD, 2018, Rahel Maas, Marian Dijkhuizen, Julian Podger, Klaus Mertens, Mauro Borgioni, Die Kölner Akademie, Michael Alexander Willens.